# Волижин ліс
«Волижин ліс» — ділянка Чорноморського біосферного заповідника. Ділянка розташована на території Очаківського району Миколаївської області, на Кінбурнській косі. 
Площа — 203 га.

## Характеристика
Волижин ліс є одним з найбільших лісових масивів у пониззі Дніпра, що збереглися в своєму первозданному вигляді. Волижин ліс - комплекс старовинних лісонасаджень з багатою трав'яною рослинністю. У Волижиному лісі росте близько 40 видів деревно-чагарникових рослин, у тому числі берест, осика і дніпровська береза. Його головна прикраса – вільховий гай, що прилягає до мілководного озера. Тут багато чагарників ожини, глоду, бузини, хмеливши, дикого винограду. Значна зволоженість місцини сприяє хорошому зростанню різних трав. Особливістю Волижиного лісу є джерела, що не замерзають навіть взимку. З 1948 року у лісі почали висаджувати сосну. Росте дуб віком 600-700 років - найстаріше дерево Миколаївщини.
У трав'яному покриві поширені осот польовий, кропива дводомна, сідач коноплевий. Часто зустрічаються деревій звичайний, осока плрибережна, стоколос безостий, золотушник звичайний, ожина сиза, пліткар звичайний.
Розмаїтою є і фауна лісу. Тут поселилися козулі, зайці, фазани, єноти, дикі кабани, плямисті олені та інші тварини. Але найбільше в лісі птахів. Серед них – качки, куріпки, білі лелеки, зі співочих – соловейки, вивільги, зяблики, синиці, шпаки. Вільховий гай – єдине місце, де водяться сірі чаплі.
Охороняються рідкісні природні комплекси нижньодніпровських пісків, представлені мозаїкою піщаних степів, лук і невеликих гайків із дуба звичайного, ендемічної берези дніпровської, груші звичайної, порослей степових чагарників, болотної і солончакової рослинності.